# Gary Jeter
Gary Michael Jeter (Weirton, 24 gennaio 1955 – Plainsboro, 9 marzo 2016) è stato un giocatore di football americano statunitense che ha militato nel ruolo di defensive end nella National Football League (NFL).

## Carriera
Al college Edwards giocò a football a USC, venendo premiato come All-American e vincendo il campionato NCAA nel 1974. Fu scelto come quinto assoluto nel Draft NFL 1977 dai New York Giants. Fu il loro titolare fino al 1981 mentre nel 1982 giocò come riserva. Dopo la sua prima stagione fu inserito nella formazione ideale dei rookie dalla Pro Football Writers of America dopo avere fatto registrare 3 sack, tanti quanti nel 1978. Nel 1979 ebbe 4 sack mentre nel 1980 guidò la squadra con 10 sack, venendo selezionato come riserva per il Pro Bowl. Nel 1981 ebbe 7 sack con la rinata difesa dei Giants guidata da Lawrence Taylor che portò la squadra ai playoff. Nel 1982, rallentato da un infortunio al ginocchio destro e da uno sciopero dei giocatori, Jeter disputò solo 4 gare senza alcun sack.
Il 9 aprile 1983 Jeter fu scambiato con i Los Angeles Rams. Nella prima stagione con la nuova squadra giocò come riserva, facendo registrare 6,5 sack. Nel 1984 ebbe problemi alla schiena e saltò la maggior parte della stagione.
Nel 1985 tornò in salute e sempre come riserva totalizzò 11 sack, secondo nella squadra. Trovò continuità nel 1986 (8 sack), nel 1987 (7 sack) e nel 1988 dove giocò particolarmente bene, terminando con un record in carriera di 11,5 sack, di cui 5 solo nella gara contro i Los Angeles Raiders del 19 settembre 1988, prestazione per cui fu premiato come miglior giocatore della NFC della settimana.
Dopo la stagione 1988, i Rams lasciarono Jeter non protetto e questi firmò come free agent con i New England Patriots per giocare nello stesso ruolo che aveva con Los Angeles, scendendo in campo in particolar modo nei terzi down per inseguire i quarterback avversari. Concluse la stagione 1989 con 7 sack. Fu svincolato il 29 agosto 1990 e trovò un accordo per fare ritorno ai Rams ma questo fu annullato dopo avere fallito un test fisico per i cronici problemi alla schiena.

## Palmarès
- All-Rookie Team - 1977